# Platinum Dunes
Platinum Dunes est une société de production cinématographique et télévisuelle américaine créée par Michael Bay, Brad Fuller et Andrew Form (en) en 2001. 
Elle est dans un premier temps spécialisée dans les remakes et préquelles de films d'horreur, puis, elle commence à produire des films originaux à partir de 2009. Elle est également connue pour être la société derrière les franchises American Nightmare et Sans un bruit.
Entre 2009 et 2021, la société avait un contrat de premier regard avec le studio Paramount Pictures. Depuis 2022, c'est le studio Universal Pictures qui bénéficie du droit de premier regard sur les productions de la société.

## Productions

### Cinéma
- 2003 : Massacre à la tronçonneuse (The Texas Chainsaw Massacre) de Marcus Nispel
- 2005 : Amityville (The Amityville Horror) d'Andrew Douglas
- 2006 : Massacre à la tronçonneuse : Le Commencement (The Texas Chainsaw Massacre: The Beginning) de Jonathan Liebesman
- 2007 : Hitcher (The Hitcher) de Dave Meyers
- 2009 : Unborn (The Unborn) de David S. Goyer
- 2009 : Vendredi 13 (Friday the 13th) de Marcus Nispel
- 2009 : Les Cavaliers de l'Apocalypse (Horsemen) de Jonas Åkerlund
- 2010 : Freddy : Les Griffes de la nuit (A Nightmare on Elm Street) de Samuel Bayer
- 2013 : American Nightmare (The Purge) de James DeMonaco
- 2014 : American Nightmare 2: Anarchy (The Purge: Anarchy) de James DeMonaco
- 2014 : Ninja Turtles (Teenage Mutant Ninja Turtles) de Jonathan Liebesman
- 2014 : Ouija de Stiles White
- 2015 : Projet Almanac (Project Almanac) de Dean Israelite
- 2016 : Ninja Turtles 2 (Teenage Mutant Ninja Turtles: Out of the Shadows) de Dave Green
- 2016 : American Nightmare 3 : Élections (The Purge: Election Year) de James DeMonaco
- 2016 : Ouija : les origines (Ouija: Origin of Evil) de Mike Flanagan
- 2018 : Sans un bruit (A Quiet Place) de John Krasinski
- 2018 : American Nightmare 4 : Les Origines (The First Purge) de Gerard McMurray
- 2020 : Songbird d'Adam Mason
- 2021 : Sans un bruit 2 (A Quiet Place Part II) de John Krasinski
- 2021 : American Nightmare 5 : Sans Limites (The Forever Purge) d'Everardo Gout
- 2024 : Sans un bruit : jour 1 (A Quiet Place: Day One) de Michael Sarnoski
- 2024 : Apartment 7A de Natalie Erika James
- 2025 : Drop Game (Drop) de Christopher Landon

### Télévision
- 2014-2017 : Black Sails
- 2014-2018 : The Last Ship
- 2016 : Billion Dollar Wreck
- 2018-2023 : Jack Ryan
- 2018-2019 : The Purge
- 2020 : The Expecting